# Валногаредо (Падова)
Валногаредо је насеље у Италији у округу Падова, региону Венето.
Према процени из 2011. у насељу је живело 206 становника. Насеље се налази на надморској висини од 84 м.